# Corine – Internationaler Buchpreis
Corine – Internationaler Buchpreis var ett tyskt litteraturpris som delades ut åren 2001–2011 av det bayerska förbundet (Landesverband Bayern) inom Börsenverein des Deutschen Buchhandels. Priset gavs i olika kategorier till tyska och internationella författare som utmärkt sig inom litteraturen.
Priset lades ner efter 2011 och återuppstod i ny form 2014, som Bayerischer Buchpreis (Bayerska bokpriset).

## Vinnare - exempel
- 2001 
  - Fiktion: Zeruya Shalev för Mann und Frau
  - Fiktion: Henning Mankell för Steget efter
  - Facklitteratur: Pascale N. Bercovitch för Das Lächeln des Delphins
  - Facklitteratur: Simon Singh för The Code Book
  - Illustratrerad facklitteratur: The Beatles för The Beatles Anthology
  - Barnböcker: Joanne K. Rowling för Harry Potter och den flammande bägaren
  - Hederspris från Bayerns ministerpresident: Wolf Jobst Siedler för Ein Leben wird besichtigt
  - Rolf Heyne First Book Prize: Manil Suri för The Death of Vishnu
  - Weltbild Readers’ Prize: Rosamunde Pilcher för Winter Solstice

- 2002
  - Barnböcker: Astrid Lindgren postumt för sitt livsverk